# بول غيرسون أونا
بول غيرسون أونا (بالألمانية: Paul Gerson Unna)‏ (و. 1850 – 1929 م) هو عالم نبات، وطبيب، وطبيب الجلد من ألمانيا . ولد في هامبورغ.
توفي في هامبورغ ، عن عمر يناهز 79 عاماً.

## مناصب وهيئات
أدار جامعة هامبورغ.